# Diego Mendoza
Diego Mendoza Pérez (Tunja, 4 de abril de 1857-Bogotá, 14 de junio de 1933) fue un intelectual, político y escritor colombiano, miembro del Partido Liberal Colombiano.

## Biografía
Es para Colombia uno de los principales investigadores del lenguaje, la historia y la sociología colombiana; además, uno de los precursores de la historia de la educación y las ciencias. Según el profesor Libardo González

Abordó muchas disciplinas y las alternó con una agitada vida pública de Representante a la Cámara y diplomático; de todas estas experiencias dejó una constancia valiosa. La llamada generación del centenario lo contó entre uno de los más conspicuos miembros, junto con Camacho Roldán, los hermanos Samper, Baldomero Sanín Cano, entre otros.

### En la Universidad Republicana
Sucedió en la Rectoría la Universidad Republicana, hoy Universidad Libre (Colombia), a Luis Antonio Robles en 1896, permaneciendo en ella hasta 1899. Esta Universidad había sido fundada en 1890 por Manuel Antonio Rueda, Antonio José Iregüi, Eugenio J. Gómez y el propio Robles.
Posteriormente, el 22 de abril de 1912 suscribió junto con Tomás O. Eastman, Francisco J Fernández, Juan David Herrera, Hipólito Machado, Liborio D Cantillo, Simón Chaux, Joaquín M Monroy, Luis Vargas R, Clímaco Calderón, José Manuel Vásquez, Martín Camacho, Felipe Camacho, Felipe Zapata y Eugenio J. Gómez la Escritura Pública Número 332 otorgada en la Notaría Tercera del Círculo de Bogotá con la cual se constituyó (con un capital de $100.000,00 representados en 2.000 acciones nominales de $50,00 cada una) una compañía anónima de capital limitado con la denominación de Universidad Republicana, la cual mediante escritura pública 1183 de 1913 se transformaría en la hoy existente Universidad Libre (Colombia), aunque continuó operando como Universidad Republicana hasta 1919, de la cual él fue su Presidente, Eugenio J. Gómez su Rector y Francisco J. Fernández Parra su Secretario.

### Reapertura de la Universidad Externado de Colombia
Tras la muerte prematura del fundador del Externado, su compañero de estudios Nicolás Pinzón Warlosten ocurrida el 15 de marzo de 1895, que obligó al cierre de la Universidad, en 1918 "ante una severa crisis ideológica, administrativa y económica de la Universidad Republicana", que estaba dirigida por Eugenio J. Gómez, debida "al enfrentamiento político desatado por el apoyo político publico brindado por éste a la candidatura presidencial de Marco Fidel Suárez, desatando una huelga de los estudiantes, que estimulados por el general Benjamín Herrera, jefe del Partido Liberal, se trasladaron a la Universidad Externado", Mendoza Pérez asumió la reapertura de la institución creada en 1886 con la fundación de los estudios de Derecho y Ciencias Políticas en donde él enseñó Derecho internacional privado.